# TUIfly Nordic
A TUIfly Nordic é uma empresa aérea sueca, de voos charter, pertencente ao conglomerado TUI AG. Seu nome original era Transwede Airways.

## Frota

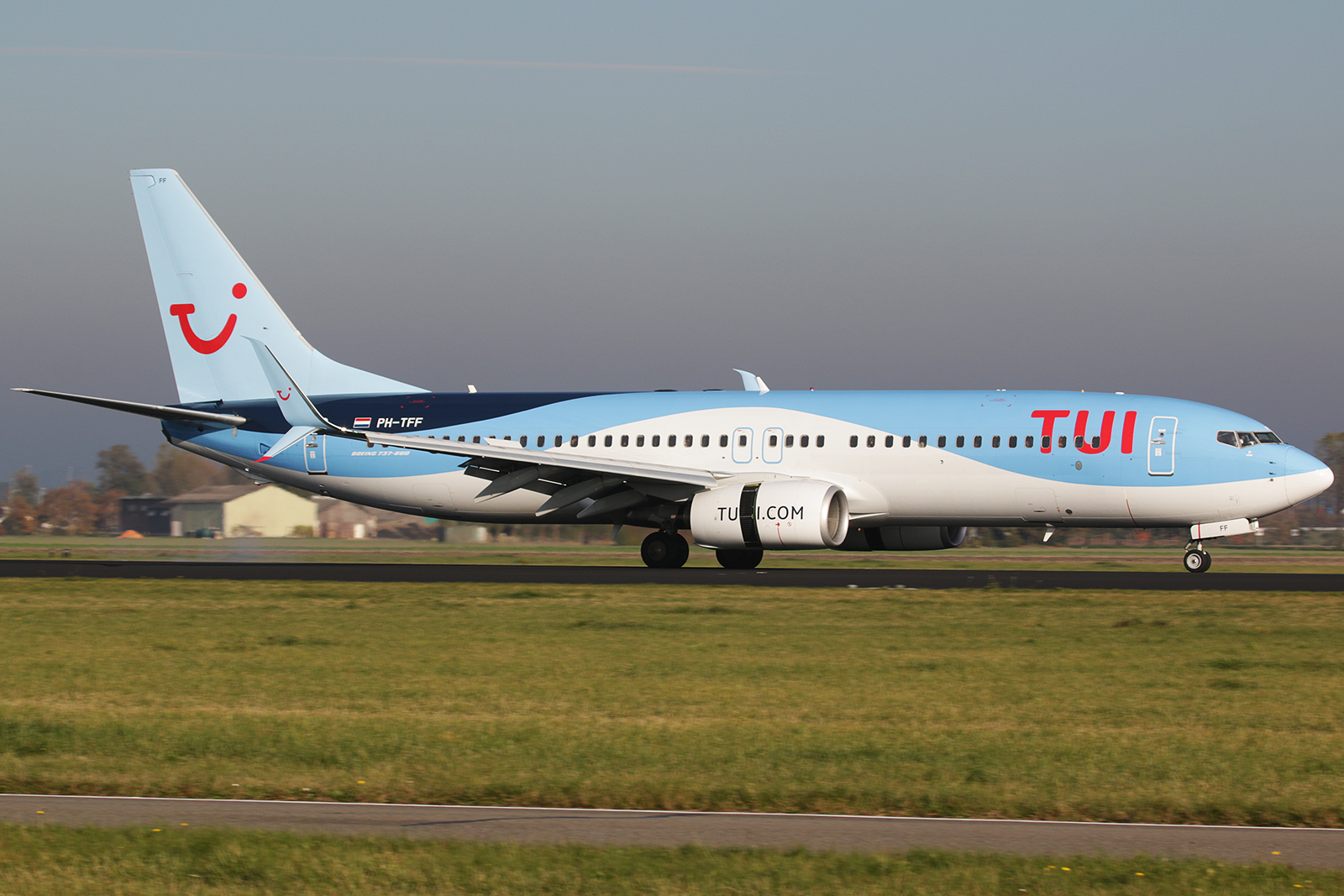
Boeing 737-800 da TUIfly Nordic.

- 5 Boeing 737-800